# 阿尔楚博罗特
阿尔楚博罗特（1490年—？），又作纳力不剌台吉、阿勒楚博罗特、额勒博古拉等，孛儿只斤氏，达延汗的第六子。
阿尔楚博罗特是漠南蒙古内喀尔喀五部的始祖。喀尔喀原为达延汗时期左翼三万户之一，后分封给其子阿尔楚博罗特与格哷森札札赉尔。后来阿尔楚博罗之子和尔朔齐哈萨尔率部南迁，称为内喀尔喀（内五鄂托克喀尔喀），驻牧哈拉哈河以东。和尔朔齐哈萨尔之五子各领有内喀尔喀一部，遂称为内喀尔喀五部。